# 傳呼機
傳呼機（中国大陆俗稱BB机，台湾俗称BB Call，香港俗称Call機）是一种具有接收简易文字信息功能的个人无线电通讯工具，随着手机的普及現已式微。

## 功能
传呼机有单向（仅接收）和双向（收发）两种类型。但单向仅能接收的机型是最为常见的，此类传呼机通常供使用者接收回呼请求，如机主要回复发信人，则需要通过公用电话等其他方式进行。传呼机也能够接收其他类型的留言信息，例如传呼机网络供应商提供的新闻、股市和天气预报等各种增值信息。
除此之外，因接收的內容不同，又分成四種機型：
1. 音樂機（沒有任何的螢幕顯示，只會有鈴聲提示使用者，有人呼叫）
2. 數字機（可顯示數字及空白）
3. 文字機（可顯示文字及數字）
4. 語音機（收到的是語音訊息，可直接播出人聲）

## 技术規格
给传呼机发送信息的方式通常为拨打一个指定的电话号码，而傳呼機就会自动获得发话者的电话号码。而如果需要传送文字信息，则通常会拨打网络供应商的电话，由人工代发。有些网络供应商也提供基于Web页面或者是email的发送方式。
常见的传呼机協議有TAP、FLEX、ReFLEX、POCSAG、Golay、ERMES和 NTT。在亚洲地区，最多采用的协议是FLEX。 FLEX协议由摩托罗拉开发，此通訊協議提供单向信息传送功能，使用900Mhz频段。

## 历史
1990年代，傳呼機十分流行，但到了21世纪，功能逐步被手機取代。但在一些国家如美国，传呼机仍用在一些特殊场合如医院、餐馆等，如醫院的醫護人員若使用一般行動電話有可能干擾到醫療器材，因此佩帶呼叫器；在沒有服務人員遞送餐點的餐館，客人點餐後會拿到一台呼叫器，則可先就座等候，餐點準備好時餐館便以無線電遙控該呼叫器發出閃光及聲音以提醒客人取餐。

### 台灣
台灣在1976年開放音型無線電叫人業務。1988年二月，推出顯示型無線電叫人業務，
1992年時的呼叫器用戶使用量正式突破百萬用戶，1996年中有 221萬人使用這項業務。直到1999年時達到432萬用戶的最高峰。呼叫器服務從單純的英、數字到加入中文服務，在當時股市熱潮帶動下也曾推出各類型加值服務。隨著行動電話的普及，呼叫器的用戶使用量也迅速的萎縮。國家通訊傳播委員會2011年2月底時統計，台灣的呼叫器用戶數尚有約105萬-106萬戶左右，但真正使用呼叫器功能的戶數約只有10萬戶，其餘的用戶多為第二類電信業者提供股票機服務使用。
中華電信表示該公司的呼叫器用戶約剩不到百人，因此預計在2011年9月1日時也將停止呼叫器業務服務，當時所使用呼叫器的人數僅剩76人，但最後國家通訊傳播委員會決議將全面停止的日期延到2011年12月31日，中華電信呼叫器服務正式走入歷史。台灣廠商長期替呼叫器大廠摩托羅拉代工，呼叫器式微後全球仍有1、2千萬大賣場、工廠、醫院，以及急難救助使用的呼叫器訂單，繼續由台灣金阿波羅等廠商提供。
中華國際通訊0941/0951門號全面停止的日期是2011年12月31日。

### 香港
香港傳呼業自1970年代初開始發展，傳呼機（香港人俗稱為「Call機」）曾經成為普及的通訊工具之一。1975年2月，電訊服務有限公司向傳媒講述其24小時無線電傳呼機服務的運作，當時這家傳呼機公司為榮利車行的轄下子公司，最初為配合旗下200餘輛電召車輛而設立，同時向大眾提供服務，但當時的傳呼機售價並不便宜，一部傳呼機售價888港元，可分期付款，也有租用計劃提供。由於當年只有固網電話，使用者容易被追踪，1976年5月有報導稱非法妓院經營者已經應用傳呼機，不法業者可在不同的地點回覆來電，避免警方通過追查固網電話線而敗露行踪，及後亦有毒販利用傳呼機接洽販毒。1976年9月，香港第六家傳呼服務公司向港英政府申請開業，對比五年前香港只有一家傳呼公司提供服務。
1990年代中期，手提電話在香港迅速普及，傳呼業開始沒落，不過至2020年代初香港傳呼機服務仍未有被完全淘汰，仍有一間公司在香港提供傳呼服務。截至2025年2月，香港共有1,669位用戶。

### 中国大陆
传呼机和无线传呼网络于1980年代出现，经过十多年的发展，于1990年代末期达到了顶峰。在手机普及之前，人们普遍以拥有传呼机为荣。当时BP机 （beeper機）即是BB机，beeper是呼叫器學術名詞，可發出蜂鳴、警笛聲之意，始自70年代音型無線電叫人業務之時，後傳呼機英文則多使用 pager一詞。
有人誤傳是因为B和P的读音很像而非BP机的音效，BP机的音效是“嘀嘀”并不是“哔哔”。1998年，全国传呼机用户突破6546万，名列世界第一。其后逐渐式微。2007年3月信息产业部发表公示称，中国联通申请停止经营北京等三十省（自治区、直辖市）的198/199、126/127、128/129无线传呼服务。这标志着传呼机在大陆地区的运营正式结束。

### 黎巴嫩
自以色列—真主黨衝突爆發後，真主党領袖呼籲成員停止使用智能手機，避免以色列監控，但在2024年9月黎巴嫩全國多地發生真主黨成員使用的傳呼機爆炸，導致十數人死亡，近3000人受傷 。根據紐約時報報導，這些呼叫器是單獨生產的，電池摻有爆炸物「季戊四醇四硝酸酯」（PETN）。

### 日本
1968年，電電公社（日本電信電話（NTT）前身）開始提供呼叫器業務。1996年時，用戶數達到高峰、超過一千萬人，但之後行動電話興起，用戶數逐年下降，NTT Docomo於2007年終止此業務。至2019年只剩下東京Telemessage一家業者在東京都、埼玉縣、神奈川縣及千葉縣提供服務，用戶數僅1500人，該公司的呼叫器業務於同年9月30日之後終止，至此日本已完全沒有個人的呼叫器業務，東京Telemessage將業務重心轉向到提供各地方自治體的防災無線通信。